# Air Atlanta Europe
Az Air Atlanta Europe egy máltai székhelyű légitársaság és az Air Atlanta Icelandic testvérvállalata, mindkettő az Air Atlanta márkanév alatt működik. A légitársaság az ACMI (Aircraft, Crew, Maintenance, and Insurance) és charter műveletekre specializálódott globális ügyfelek számára.

## Története
A céget 2002. április 9-én alapították az Egyesült Királyságban. Repülési engedélye szerint utasokat, árut és levelet szállíthatott olyan repülővel is, aminek 20 vagy több ülése van. Ezt az engedélyt 2006. november 8-án visszavonták.
2021-ben az Air Atlanta Europe újjáalakult Máltán, és továbbra is az Air Atlanta Icelandic testvérvállalataként működik. A légitársaság az ACMI és charter szolgáltatások nyújtására összpontosít, fenntartva az Air Atlanta márka örökségét.

## Járatok
Az Air Atlanta Europe a következő helyekről indította járatait:

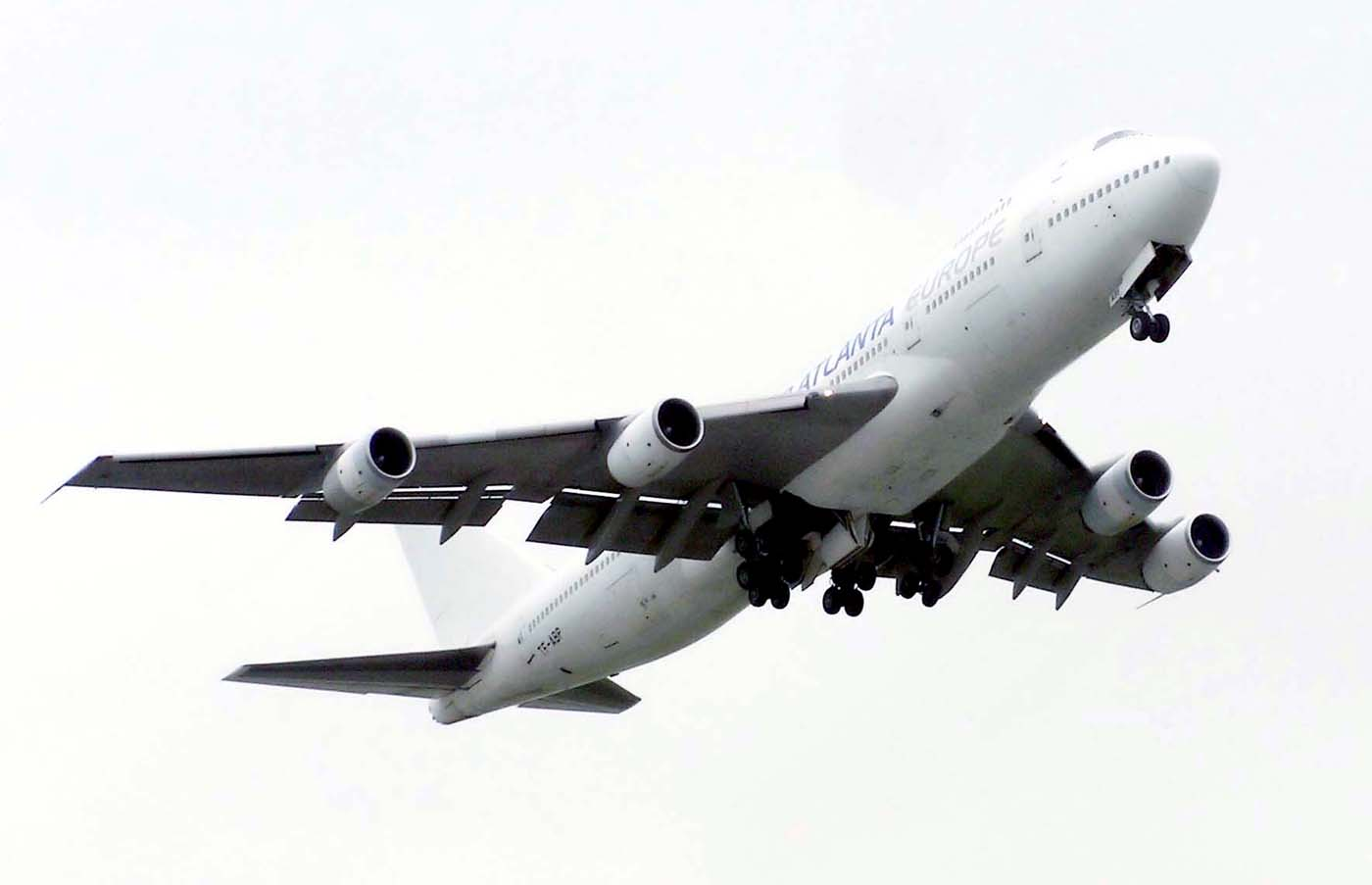
Az Air Atlanta Europe egyik Boeing 747-200-as gépe

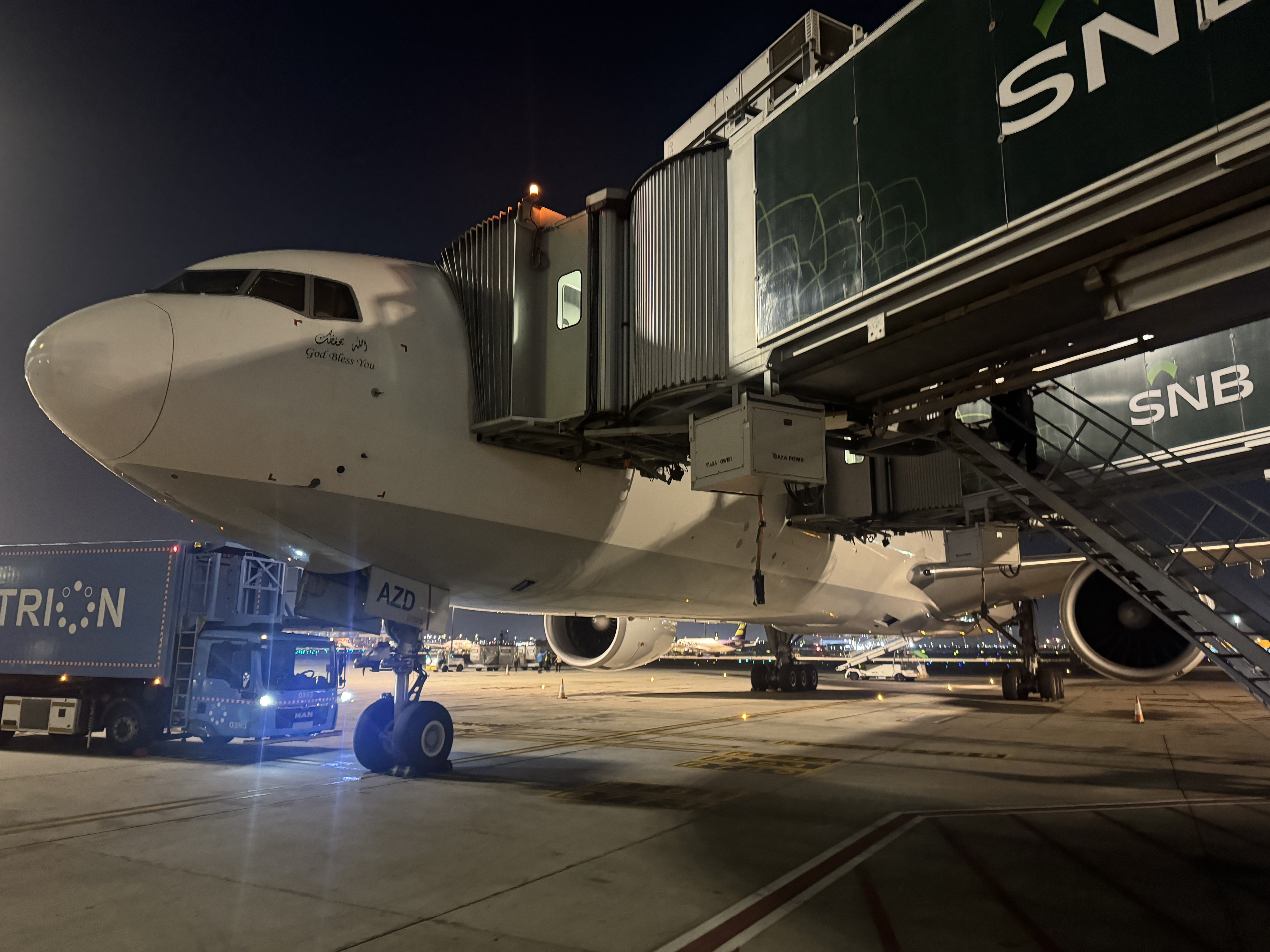
Az Air Atlanta Europe egyik Boeing 777-300ER-as gépe

- Abdul-Aziz király nemzetközi repülőtér
- Muhammad bin Abdul-Aziz herceg nemzetközi repülőtér
- Liège repülőtér

A következő helyekre üzemeltetett járatokat:
- Soekarno–Hatta nemzetközi repülőtér
- Kualanamu nemzetközi repülőtér
- Shahjalal nemzetközi repülőtér
- Algíri repülőtér

## Flottája
Ilyen gépeket használt az Air Atlanta:
2003
- TF-ATC Boeing 747-200
- TF-ATD Boeing 747-200

2004
- TF-ATD Boeing 747-200
- TF-ARG Boeing 747-200
- TF-ARU Boeing 747-300
- TF-ARS Boeing 747-300
- TF-ABP Boeing 747-200
- TF-ABA Boeing 747-200

2005/2006
- TF-AMJ Boeing 747-300
- TF-AME Boeing 747-300
- TF-ARS Boeing 747-300
- TF-ABA Boeing 747-200 2005 októberéig
- TF-ABP Boeing 747-200 2005 októberéig
- G-VKNG Boeing 767-300 az Excel Airways üzemelteti

2025
- 9H-AKA Boeing 747-400
- 9H-AKH Boeing 747-400
- 9H-AKJ Boeing 747-400
- 9H-AKK Boeing 747-400
- 9H-FLM Boeing 747-400
- 9H-WFF Boeing 747-400
- 9H-AZG Boeing 777-200ER
- 9H-AZH Boeing 777-200ER
- 9H-AZD Boeing 777-300ER
- 9H-AZE Boeing 777-300ER

## Alkalmazottak
- Nicolas Tenoux, francia pilóta, repülőgépmérnök és menedzser